# A szegedi Fogadalmi templom harangjai

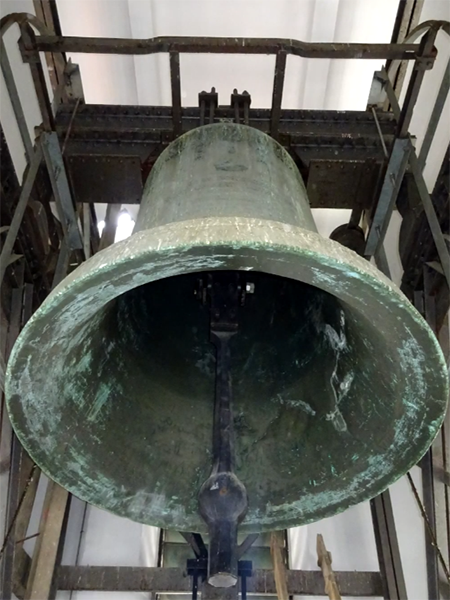
A Szent Gellért-harang 1927-ből

A Fogadalmi templom harangjai a szegedi Fogadalmi templom, a szegedi és csanádi érsekség székesegyházának harangjai. A harangokat a 20-21. században öntötték. Ez Magyarország egyik jelentős harangegyüttese, amely 5 db harangból áll. Jellemző a harangok hangjának szép kompozíciója, mind a harangok tartóalapja, a 9 tonnás Szent Gellért-harang, vagy más néven Hősök harangja. Ez Magyarország 2. legnagyobb harangja. Amíg a Szent István-bazilikában el nem készítették a 10 tonnás harangot, ez volt a legnagyobb harang Magyarországon. A harangot F. W. Rincker öntötte, a németországi Sinnben, aki számos harangot öntött a magyarországi templomokba. A harang legfőképpen a szegedi árvízkor kondul meg, március 12-én 14:00 órakor.

## Története
A Szent Gellért-harang, más néven a Hősök harang jelentős történettel bír. Mikor a harangot megöntötték, a legnagyobb harang volt Magyarországon. A hatalmas méretű harang megöntéséhez jelentős támogatásokat nyújtott a Honvédelmi Minisztérium és Klebelsberg Kunó kulturális miniszter. Ütőjét 2003-ban cserélte ki a passaui Perner cég a mostanira, amely 450 kg-os. A korábbi ütő ma is ott van a toronyban, ami 500 kg-os, a födémet átfúrva engedték le az alatta lévő szintre. Évente egy alkalommal szólal meg: a nagy árvíz évfordulóján, március 12-én 14 órakor. Bizonyos években a Hősök emléknapján is hallható és a nagy szegedi árvíz 5-tel osztható évfordulóin éjjel 2-kor is hallható a többi haranggal együtt. Ellensúlyos nyelvvel szól. Járma vélhetően az eredeti, élcsapágyas felfüggesztés. Érdekessége, hogy füles koronájának egyik füle hiányzik.
A Szent Imre-harang, vagy más néven a Püspökharang sem rendelkezik kisebb történettel. A 2669 kilogrammos harang F.W. Rincker műhelyében készült egy időben a Szent Gellért-haranggal. A püspök által celebrált szentmisék alkalmával szólal csak meg, illetve az egész órákat üti.
A Magyarok Nagyasszonya-harang Gombos Lajos kezéből került ki 1996-ban Őrbottyánból. A harangot a II. világháborúban elrekvirált harang helyére öntötték. Korábban a Szent Dömötör templomban szolgált, onnan hozták át. Koronája tárcsás. Felső pártázatán koszorúba foglalt angyalfejek láthatóak, az alsón pedig a harangöntőre, illetve a Szlezák-harangokra jellemzően gyümölcskosár és koszorút a szájában tartó madár váltakozik. A Magyarok Nagyasszonya harang a negyedeket üti, illetve vasárnapi és ünnepi szentmisék alkalmával szólal meg.
A Szent Teréz-harang a legfiatalabb, 2003-ban készült Passauban Rudolf Perner öntödéjében. A harang öntésével egy időben a Perner cég felújította a Fogadalmi templom többi harangját is, mindegyik új nyelvet kapott, és nyelvingás (álfelülütős) lengetésre szerelték át őket.
A Lélekharang August Rincker öntödéjéből került ki 1921-ben, Sinnből. A 250 kilogrammos harang az esti harangszó után, illetve szentmisék kezdetekor szólal meg. A hétköznapi szentmisékre a Dóm két legkisebb harangja hív.
A templomban két harang látható még. Az egyik a szentélytől balra látható, 40 cm alsó átmérőjű, kb. 50 kg-os harang, amelyet 2008-ban öntött Rudolf Perner Passauban. A harang Mrs. Betty Kadar adománya. A kórus alatt láthatjuk a Szent Teréz-harangot, amelyet a plébánia nem olvasztott be, hanem megőrizték az utókor és a templomba érkező látogatók számára. A 400 kg-os, repedt, tárcsás harangot F.W. Rincker öntötte 1921-ben Sinnben.

### A harangok helye napjainkig

#### Keleti torony
Szent Gellért / Hősök harangja, hangja: F0

#### Nyugati torony
Szent Imre / Püspökharang, hangja: C1
Magyarok Nagyasszonya harang, hangja: F1
Szent Teréz-harang, hangja: Gisz/Asz1
Lélekharang, hangja: C2
| Szám | Név                                   | Kép | Audio | Öntési év | Öntöde, helyszíne       | Átmérő (cm) | Tömeg (kg) | Hangzása (A0= 435 Hz) | Torony  |
| ---- | ------------------------------------- | --- | ----- | --------- | ----------------------- | ----------- | ---------- | --------------------- | ------- |
| 1    | Szent Gellért-harang (Hősök harangja) |     |       | 1927      | F.W. Rincker, Sinn      | 245,2 cm    | 8.540 kg   | F0                    | Keleti  |
| 2    | Szent Imre-harang (Püspökharang)      |     |       | 1927      | F.W. Rincker, Sinn      | 165,2 cm    | 2.670 kg   | C1                    | Nyugati |
| 3    | Magyarok Nagyasszonya-harang          |     |       | 1996      | Gombos Lajos, Őrbottyán | 120 cm      | 1.020 kg   | F1                    | Nyugati |
| 4    | Szent Teréz-harang                    |     |       | 2003      | Rudolf Perner, Passau   | 98 cm       | 580 kg     | Asz1                  | Nyugati |
| 5    | Lélekharang                           |     |       | 1921      | August Rincker, Sinn    | 74 cm       | 250 kg     | C2                    | Nyugati |

## Harangozási rend
| Esemény       | Dátum       | Óra   | Audio  | Harangok száma | 1  | 2  | 3    | 4    | 5 |
| ------------- | ----------- | ----- | ------ | -------------- | -- | -- | ---- | ---- | - |
| Hétköznap     |             |       |        |                |    |    |      |      |   |
| Hétfő-Szombat |             | 7:01  |        | 4              |    |    |      | Asz1 |   |
| Hétfő-Szombat | 12:01       |       | 4      |                |    |    | Asz1 |      |   |
| Hétfő-Szombat | 17:31       |       | 4      |                |    |    | Asz1 |      |   |
| Hétfő-Szombat | 18:01       |       | 4 és 5 |                |    |    | Asz1 | C2   |   |
| Hétfő-Szombat | 19:01       |       | 4      |                |    |    | Asz1 |      |   |
| Hétfő-Szombat | 19:04       |       | 5      |                |    |    |      | C2   |   |
| Hétvége       |             |       |        |                |    |    |      |      |   |
| Vasárnap      |             | 7:31  |        | 3              |    |    | F1   |      |   |
| Vasárnap      | 9:31        |       | 3      |                |    | F1 |      |      |   |
| Vasárnap      | 10:01       |       | 4 és 3 |                |    | F1 | Asz1 |      |   |
| Vasárnap      | 12:01       |       | 1      |                |    |    | Asz1 |      |   |
| Vasárnap      | 17:31       |       | 4      |                |    |    | Asz1 |      |   |
| Vasárnap      | 18:01       |       | 4 és 5 |                |    |    | Asz1 | C2   |   |
| Vasárnap      | 19:01       |       | 4      |                |    |    | Asz1 |      |   |
| Vasárnap      | 19:04       |       | 5      |                |    |    |      | C2   |   |
| Szegedi árvíz | Március 12. | 14:00 |        | 1              | F0 |    |      |      |   |